# Utøya
Utøya (pronuncia norvegese [ˈʉːtœʏɑ]) è un'isola del Tyrifjorden, quinto lago della Norvegia per estensione, sita nel comune di Hole, nella contea di Buskerud, in Norvegia.
Utøya venne donata nel 1950 al Partito Laburista Norvegese ed è ora di proprietà della Lega dei Giovani Lavoratori (Arbeidernes Ungdomsfylking), associazione giovanile affiliata allo stesso Partito Laburista, che nell'isola organizza campi estivi di formazione.

## Strage di Utøya
L'isola è balzata alla notorietà internazionale in occasione degli attentati del 22 luglio 2011, quando un uomo travestito da poliziotto, Anders Breivik, ha aperto il fuoco contro gruppi di giovani che stavano prendendo parte a un campo estivo organizzato dalla Lega dei Giovani Lavoratori. In quell'occasione sull'isola sono morti 69 giovani tra i 14 e i 20 anni.
Prima di spostarsi sull'isola, Breivik fece esplodere un'autobomba nel centro di Oslo, nei pressi del governo norvegese, uccidendo 8 persone.